# Bryan Arguez
Bryan Arguez (* 13. Januar 1989 in Miami, Florida) ist ein US-amerikanischer Fußballspieler kubanischer Abstammung.

## Karriere

### Der Weg nach Berlin
Arguez unterzeichnete einen Generation-Adidas-Vertrag, der es ihm ermöglichte, auch ohne vorher bei einer College-Mannschaft gespielt zu haben, bei einer Mannschaft aus der Major League Soccer aufgenommen zu werden. So konnte er auch an der IMG Soccer Academy, einem speziellen Fußballinternat in Florida, aufgenommen werden. Beim MLS SuperDraft 2007 wurde er von D.C. United gleich in der ersten Runde ausgewählt. Bei der Mannschaft aus Washington, D.C. stand er die komplette Saison 2007 im Kader, absolvierte aber kein einziges Pflichtspiel und spielte nur in der Reserve der Mannschaft.
Am 25. Januar 2008 wechselte er für 200.000 Euro zum deutschen Bundesligisten Hertha BSC. Sein Spieldebüt für die Berliner gab er am 2. Februar 2008 gegen Eintracht Frankfurt, als er in der 62. Minute für Gojko Kačar ins Spiel kam. Dieses war auch sein einziger Einsatz für die Hertha.
Nach fast zwei Jahren in der Hauptstadt wurde sein Vertrag im Dezember 2009 aufgelöst.

### Über Portugal in die USA
Nach seiner Vertragsauflösung bei Hertha BSC, erhielt Arguez eine Einladung beim brasilianischen Klub Flamengo mittrainieren zu dürfen.
Arguez wechselte im Januar 2010 zum US-amerikanischen Fußballklub Miami FC in die USSF Division 2 Professional League. Die Besitzer der Mannschaft, Traffic Sports, verliehen ihn an GD Estoril Praia. Bei den Portugiesen absolvierte er kein Spiel und kehrte bereits im April 2010 in die USA zurück. Bei Miami absolvierte er sieben Spiele, wurde aber Mitte der Saison freigestellt. Am 22. Februar 2011 wurde er von den Fort Lauderdale Strikers, ehemals Miami FC, wieder unter Vertrag genommen. Dort absolvierte er sein erstes Ligaspiel am 9. April 2011 gegen den FC Edmonton.
Nach einer sehr erfolgreichen Saison mit den Strikers, wurde er am 25. November 2011 von Montreal Impact verpflichtet.
Mindestens seit Juli 2014 spielt er in der der USASA angehörigen SSM Premier, einer Stadtteilliga in Miami.

### Nationalmannschaft
Arguez spielte von 2005 bis 2006 für U-17 Nationalmannschaft der USA. Dort erzielte er ein Tor in 27 Spielen. Später war er Teil der U-20 Nationalmannschaft, für die er insgesamt 15-mal auf dem Platz stand. Mit dieser nahm er auch an der Junioren-Fußballweltmeisterschaft 2007 in Kanada teil, wo er aber keinen Einsatz erhielt. 2008 spielte er zweimal für die U-23 US-Nationalmannschaft. Beide Einsätze fanden während des Turnieres von Toulon 2008 statt. Für die im selben stattfindenden Olympischen Sommerspiele wurde er allerdings nicht nominiert.
Bei der Junioren-Fußballweltmeisterschaft 2009 erzielte er das erste Tor des Turniers für die USA. Dieses war der Auftakt für einen 4:1-Sieg gegen Kamerun.